# Lumino (Szwajcaria)
Lumino (lmo. Lümìn) – miejscowość i gmina w południowej Szwajcarii, w kantonie Ticino, w okręgu (distretto) Bellinzona, w powiecie (circolo) Arbedo-Castione. Leży nad rzeką Moesa.

## Demografia
W Lumino mieszka 1 580 osób. W 2021 roku 19,2% populacji gminy stanowiły osoby urodzone poza Szwajcarią. 

## Transport
Przez teren gminy przebiegają autostrada A13 oraz droga główna nr 13.